# Kim Tai-soo (Architekt)
Kim Tai-soo  (koreanisch 김태수; * 1936 in Harbin, Mandschurei) ist ein koreanischer Architekt.

## Leben
Kims Eltern waren Koreaner. Er graduierte 1960 an der Seoul National University und studierte ab 1961 an der Yale School of Architecture. Nach Studienabschluss arbeitete er in Philip Johnsons Büro. Während seiner Arbeit bei der Firma Huntington, Darbee & Dollard gewann er 1969 den Progressive Architecture Award für das Van Block-Wohnprojekt in Hartford (Connecticut). 1970 gründete er die Hartford Design Group mit (zeitweise mit einem zweiten Büro in Seoul), die später in Tai Soo Kim Partners und später in TSKP Studio umbenannt wurde. Seit 1986 gehört Kim dem American Institute of Architects an; 1994 wurde er mit dem Overseas Compatriots-Preis der Korean Broadcasting Systems ausgezeichnet. Sein Architekturbüro Tai Soo Kim Partners mit Sitz in Hartford CT und einem Außenbüro in Boston ist auf öffentliche Gebäude wie Bildungseinrichtungen, Regierungs- und Unternehmensgebäude spezialisiert.
Kim Tai-soo wohnt in West Hartford. Das Tai Soo Kim Visiting Critics Stipendium (TSK Fellowship) trägt seinen Namen.